# Chromakopia
Chromakopia (estilizado em letras maiúsculas, CHROMAKOPIA) é o oitavo álbum do rapper americano "Tyler, The Creator." Foi publicado pela Columbia Records em 28 de outubro de 2024, servindo como a continuação de Call Me If You Get Lost (2021). Chromakopia foi escrito, produzido e organizado pelo próprio Tyler. O álbum apresenta aparições de convidados como Daniel Caesar, Doechii, GloRilla, LaToiya Williams, Lil Wayne, Childish Gambino, Lola Young, Santigold, Schoolboy Q, Sexxy Red e Teezo Touchdown, com cópias físicas do álbum adicionalmente apresentando Playboi Carti como umas das aparições convidadas.  
O álbum mistura diferentes gêneros, como hip-hop, jazz e soul, evocando os lançamentos anteriores de Tyler, Flower Boy (2017) e Igor (2019). Conceitualmente, Chromakopia é narrado pela mãe de Tyler, Bonita Smith, como um diário que reúne a perspectiva de Tyler sobre experiências passadas, separadas por diferentes faixas. O álbum recebeu aclamação generalizada da crítica, que elogiou a liricidade, a coesão e a produção, e até mesmo destacou seu estilo bagunçado e confuso como um ponto positivo.
Chromakopia foi impulsionado pelos singles "Noid" e "Sticky", além de dois singles promocionais, "St. Chroma" e "Thought I Was Dead". O álbum foi um sucesso comercial, estreando em primeiro lugar em oito países. Nos Estados Unidos, o álbum estreou no topo da Billboard 200, garantindo para Tyler seu terceiro álbum número um nos EUA e se tornando seu álbum com vendas mais rápidas até o momento. Diversas outras faixas do álbum também entraram na Billboard Hot 100, como "Noid" e "St. Chroma". Em apoio ao álbum, Tyler embarcará na turnê Chromakopia: The World Tour em 2025.

## Antecedentes
Em 28 de outubro de 2024, durante o evento exclusivo de audição do álbum Chromakopia, Tyler revelou o significado por trás do álbum, afirmando que ele originalmente abordava sua infância em Hawthorne, Inglewood. Tyler comentou no palco que "ninguém sabe nada sobre mim antes de eu ter 17 anos" e que o disco acabou se transformando em um processo de Tyler "pegando um monte de coisas que minha mãe me disse quando eu era criança." Tyler também fez o upload de um vídeo em seu canal oficial do YouTube intitulado "MASK IS OFF: CHROMAKOPIA" em 12 de novembro de 2024, que documenta o making-of do álbum. O vídeo inclui cenas dos bastidores das sessões de composição, arranjos de instrumentação e trabalho de engenharia.

## Composição

### Música

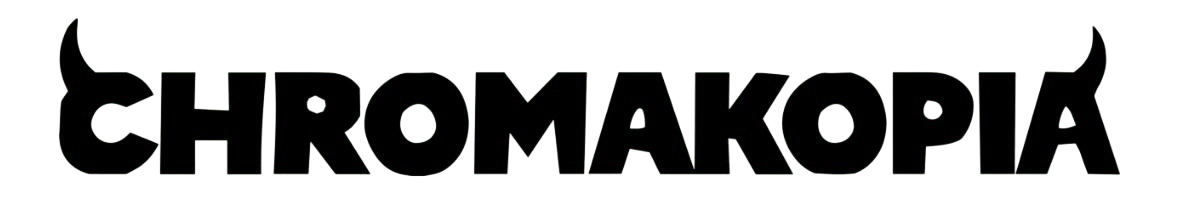
A logo de Chromakopia, faz uso da fonte Poleno Semi Bold. O design incorpora acentos em forma de chifre.

O álbum é principalmente centrado no hip-hop, R&B e jazz, porém também abraça uma instrumentação eclética. Ele mistura estilos musicais que lembram os álbuns anteriores de Tyler, Cherry Bomb (2015) e Flower Boy (2017), como as características melodias de neo soul e arranjos baseados em sintetizadores. Cadências militares e elementos soul também estão presentes no álbum. Este é o primeiro álbum de Tyler desde Goblin (seu segundo álbum de estúdio) a não ter a décima faixa com múltiplos títulos.

### Temas e Composições
Chromakopia é narrado pela mãe de Tyler, Bonita Smith. Seu conceito foi inspirado pela experiência de Tyler crescendo na Grande Los Angeles e pelas lições de vida que ele aprendeu com a mãe durante a infância, lições que ele começou a compreender e vivenciar conforme foi envelhecendo. Antes do lançamento do mesmo, algumas publicações especulavam que ele poderia ser baseado na história de Chroma the Great, um poderoso maestro cuja orquestra cria as cores do mundo, do livro infantil de 1961 The Phantom Tollbooth. Jake Hawkes, da Dork, observa que o personagem se conecta à estética do álbum, mas possui pouco impacto no conteúdo lírico. Críticos de música caracterizaram Chromakopia como um álbum de crise de meia-idade precoce, centrado nas preocupações que os jovens adultos têm com o recém-descoberto amadurecimento. Seu protagonista, St. Chroma, é apresentado na faixa de abertura, com o mesmo nome.
Smith o descreve como "a luz" e o aconselha a nunca diminuir seu brilho por ninguém. "Rah Tah Tah" apresenta letras ostensivas, em que Tyler se declara o maior rapper de Los Angeles, apenas atrás de Kendrick Lamar. "Noid", por outro lado, aborda suas ansiedades em relação à cultura de celebridade e aos relacionamentos parasociais. Em "Darling, I", que conta com vocais de Teezo Touchdown, Tyler reflete sobre sua ambição artística e a prática da monogamia.
Intitulado em referência à clínica de saúde relacionada ao aborto, "Hey Jane" encena uma conversa entre Tyler e uma mulher anônima mais velha, no contexto de uma gravidez não planejada. Mackenzie Cummings-Grady, da Billboard, escreveu que no álbum, Tyler "fala sobre sua paranoia consumidora" enquanto narra seu "desejo de ter filhos".

## Lançamento e promoção
Ocasionado pelo lançamento surpresa do álbum autointitulado de Beyoncé em 2013, a Federação Internacional da Indústria Fonográfica (em inglês: International Federation of the Phonographic Industry, conhecida pela sigla IFPI) alterou o dia da semana em que a música é lançada mundialmente, de terça-feira para sexta-feira. Tyler criticou o padrão da indústria em uma entrevista de 2023 com Nardwuar, sugerindo que ele promove a "escuta passiva". Ele escolheu lançar Chromakopia na segunda-feira, 28 de outubro de 2024, às 6h ET (às 8h BRT).
Caminhões e contêineres de transporte promovendo Chromakopia foram avistados em várias cidades dos EUA, incluindo Tyler, Houston, Dallas, Atlanta, Charlotte, Columbus, Filadélfia, Roswell, Phoenix, Hawthorne (cidade natal de Tyler) e Los Angeles. Pouco depois do lançamento do vídeo de "St. Chroma", o número de telefone +1 (855) 444–8888, que havia sido usado anteriormente na promoção de Call Me If You Get Lost, foi alterado para uma caixa de correio de voz relacionada à "Chromakopia Trucking Company", onde uma voz dizia que todos os motoristas da empresa estavam indisponíveis e que seria necessário ligar mais tarde. Um dia antes do lançamento, Tyler realizou uma festa de audição do álbum no Intuit Dome.

### Singles
Em 16 de outubro de 2024, Tyler postou um teaser para a faixa de abertura de Chromakopia, "St. Chroma", em suas redes sociais. No dia seguinte, ele revelou o nome do álbum, a data de lançamento e a arte da capa. O primeiro single do álbum, "Noid", foi lançado em 21 de outubro. O próximo single, "Sticky", com a participação de GloRilla, Sexyy Red e Lil Wayne, foi enviado para estações de rádio rhythmic contemporary em 12 de novembro. Um teaser para a sua décima primeira faixa, "Thought I Was Dead", foi compartilhado em 26 de outubro. Três outras músicas foram teaserizadas em um vídeo promocional para a edição limitada do vinil do álbum.

### Tour
Artigo principal: Chromakopia: The World Tour (em inglês)
Chromakopia: The World Tour foi anunciado em 23 de outubro de 2024, com datas adicionais sendo reveladas em 29 de outubro de 2024. Promovida pela AEG Presents, a turnê contará com Lil Yachty e Paris Texas como artistas de apoio, com 53 datas na América do Norte, incluindo os EUA e o Canadá, 24 datas na Europa Ocidental e no Reino Unido, e 12 shows programados na Oceania, abrangendo Austrália e Nova Zelândia. A turnê ocorrerá ao longo de 2025.

## Recepção

### Crítica especializada
| Críticas profissionais | Críticas profissionais |
| Pontuações agregadas   | Pontuações agregadas   |
| Fonte                  | Avaliação              |
| ---------------------- | ---------------------- |
| AnyDecentMusic?        | 7.9/10                 |
| Metacritic             | 85/100                 |
| Avaliações da crítica  |                        |
| Fonte                  | Avaliação              |
| AllMusic               | [ 41 ]                 |
| Clash                  | 9/10                   |
| Consequence            | A-                     |
| The Guardian           | [ 16 ]                 |
| Pitchfork              | 7.6/10                 |
| The Line of Best Fit   | 9/10                   |
| NME                    | [ 45 ]                 |
| Rolling Stone          | [ 46 ]                 |
| Slant Magazine         | [ 47 ]                 |

De acordo com o agregador de resenhas Metacritic, Chromakopia recebeu "aclamação universal" com uma média ponderada de 85 de 100, com base em 17 resenhas de críticos. O agregador AnyDecentMusic? deu uma nota de 7,9 de 10, com base na avaliação do consenso crítico.
Resenhando o álbum para o AllMusic, David Crone afirmou que "Chromakopia é menos uma declaração coesa do que os fãs de Tyler estão acostumados a ouvir; é errático e sincero ao mesmo tempo, uma estranha panela de pressão de vanglórias e dúvidas que perde o ritmo em relação aos seus predecessores, que eram habilidosamente sequenciados e tematicamente bem amarrados". Escrevendo para a Clash, Niall Smith destacou que "a seção intermediária do projeto mantém a sequência vencedora do álbum", no entanto, "embora não haja faixas claramente fracas" no disco, ocasionalmente, "o ritmo parece um pouco menos focado do que nos trabalhos anteriores de Tyler". Smith concluiu dizendo que "embora alguns elementos pareçam um pouco seguros, o design sonoro está lapidado e mais afiado", observando que o álbum exibe o "estilo agora dominado de Tyler em toda a sua glória em HD". Jonah Krueger, do Consequence, escreveu que "a presença materna é sentida ao longo da lista de faixas" e que Tyler "explora suas ansiedades e traumas" ao longo do álbum. Escrevendo para a Dork, Jake Hawkes notou que Chromakopia é um projeto "que estoura pelas costuras" e que "Tyler de alguma forma consegue transformá-lo em algo coeso". Hawkes continuou, "liricamente, Tyler parece estar mais confessional do que nos últimos anos", antes de concluir, afirmando que o álbum "tem profundidade, tem construção de mundo, mas, igualmente importante, tem alguns "bangers" absolutos também".
O crítico Alexis Petridis, do The Guardian, escreveu que as faixas do álbum "deslocam-se e perdem suas amarras, passando abruptamente de um som para outro" e que, frequentemente, "mudam completamente ao longo de alguns minutos". Ele concluiu que Chromakopia "parece manifestar um estado de confusão, no qual tudo está em fluxo e nada é exatamente como parece à primeira vista". Steven Loftin, do The Line of Best Fit, afirmou que a execução do álbum "foi bem pensada e refinada", porém, "é bagunçada e verdadeira". Loftin destacou que o álbum "continua a montar o quebra-cabeça de Tyler, the Creator, sem tornar a imagem do mesmo mais clara". Escrevendo para o Stereogum, Tom Breihan comparou o álbum com Mr. Morale & the Big Steppers (2022), de Kendrick Lamar, observando que Chromakopia é "o álbum terapêutico de Tyler, sua tentativa autoconsciente de resolver seus problemas à vista do público". Já Mackenzie Cummings-Grady, da Billboard, escreveu que o álbum "contém algo para todos" e que, "dentro dessa construção universal e por vezes nostálgica, o álbum também é incrivelmente reflexivo".
Críticas menos favoráveis apontaram que o som do álbum era excessivamente bagunçado e caótico. Fred Garratt-Stanley, da NME, descreveu a sonoridade de Chromakopia como "deliberadamente desordenada" e considerou a mensagem geral sobre não confiar nas pessoas como "preguiçosa", embora tenha apreciado os temas e as letras honestas e empáticas. De forma semelhante, Paul Attard, da Slant Magazine, criticou a sonoridade do álbum e sua composição "excessivamente trabalhada", afirmando que "as ambições de Tyler em Chromakopia são grandiosas, mas o álbum tenta fazer muito enquanto diz pouco".

### Classificações
Chromakopia foi incluído em diversas listas de melhores álbuns de 2024. O álbum ficou em segundo lugar nos rankings da Clash e Complex e foi listado entre os dez melhores por Billboard, BrooklynVegan, Crack, Dazed, Exclaim!, The Guardian, The Independent, The Ringer e The Skinny. O álbum também apareceu no top 20 de publicações como The A.V. Club, Consequence, KCRW, The Line of Best Fit, Paste, PopMatters, Rolling Stone, Stereogum e Yardbarker. Além disso, foi incluído no top 50 de veículos como Time Out e NME, bem como em listas não ranqueadas e menções honrosas de Alternative Press, Cosmopolitan, HuffPost, Hypebeast, NPR, Uproxx e Vulture. Entre listas de críticos individuais, Chromakopia ficou em quarto lugar na seleção de Jem Aswad, da Variety, além de ocupar as décima e oitava posições nas listas de Jim DeRogatis e Greg Kot, apresentadores do Sound Opinions.
| Publicação/Crítica | Lista                                  | Posição | Ref.   |
| ------------------ | -------------------------------------- | ------- | ------ |
| Billboard          | Staff List: The 50 Best Albums of 2024 | 7       | [ 51 ] |
| Complex            | The 50 Best Albums of 2024             | 2       | [ 50 ] |
| Consequence        | The 50 Best Albums of 2024             | 14      | [ 61 ] |
| Crack              | The Top 50 Albums of 2024              | 10      | [ 53 ] |
| Dazed              | The 20 Best Albums of 2024             | 8       | [ 54 ] |
| Exclaim!           | 50 Best Albums of 2024                 | 9       | [ 55 ] |
| The Guardian       | The 50 best albums of 2024             | 8       | [ 56 ] |
| The Independent    | The best albums of 2024, ranked        | 7       | [ 57 ] |
| Paste              | The 100 Best Albums of 2024            | 14      | [ 64 ] |
| Variety            | Jem Aswad's Best Albums of 2024        | 4       | [ 78 ] |

## Desempenho comercial
Chromakopia alcançou aproximadamente 85.665.784 streams no primeiro dia no ranking global do Spotify, com uma média de mais de 6 milhões de reproduções por faixa, tornando-se um dos 20 maiores debutes da plataforma. Nos Estados Unidos, o álbum ocupou simultaneamente as 14 primeiras posições do Spotify Charts, com a faixa "St. Chroma" atingindo o 1º lugar, registrando 5,261 milhões de streams. No Apple Music, Chromakopia estreou no 1º lugar do ranking de álbuns nos Estados Unidos e dominou as 12 primeiras posições da parada de músicas da plataforma no país, com "St. Chroma" também ocupando o 1º lugar.
Apesar de ter sido lançado em uma segunda-feira, Chromakopia estreou no 1º lugar da Billboard 200 nos Estados Unidos, vendendo 299.500 unidades equivalentes a álbuns em sua primeira semana parcial, incluindo 142.000 cópias puras. O álbum superou Call Me If You Get Lost (169.000 unidades) e se tornou a maior estreia da carreira de Tyler em termos de vendas na primeira semana. Além disso, Chromakopia registrou o maior debut de um álbum de rap em 2024, em número de unidades vendidas, até ser ultrapassado por GNX, de Kendrick Lamar, no mês seguinte. Entre as faixas, o single "Noid" e a música "St. Chroma" alcançaram as posições 10 e 7, respectivamente, na Billboard Hot 100, marcando os primeiros top 10 de Tyler nessa parada.
Na segunda semana, Chromakopia vendeu 160.000 unidades equivalentes a álbuns nos Estados Unidos, garantindo a segunda semana consecutiva no topo da Billboard 200. Na Billboard Hot 100, a faixa "Sticky" subiu para a 10ª posição, após ter estreado em 14º lugar. O álbum se tornou o primeiro de Tyler a passar múltiplas semanas consecutivas em primeiro lugar e a ter três músicas simultaneamente no top 10 da Hot 100. Na terceira semana, Chromakopia vendeu 104.000 unidades, mantendo-se no 1º lugar da Billboard 200.
O álbum estreou no topo da UK Albums Chart. O single "Noid" e outras duas faixas do álbum entraram na UK Singles Chart: "Noid" (16ª posição), "St. Chroma" (15ª posição) e "Darling, I" (24ª posição). As regras da parada britânica impedem que um artista tenha mais de três músicas simultaneamente no top 40; sem essa restrição, Chromakopia teria garantido mais entradas na classificação. O álbum também estreou em 1º lugar nas paradas da Austrália (ARIA Charts), Países Baixos (Dutch Album Top 100), Irlanda (Irish Albums Chart), Nova Zelândia (RMNZ Chart), Portugal (Portuguese Albums Chart) e Escócia (Scottish Albums Chart).

## Lista de faixas
Todas as faixas foram escritas, produzidas e arranjadas por Tyler Okonma, com escritores adicionais creditados. "Balloon" teve produção adicional de Jayda Love.
| Chromakopia    |                                                                      | |         |  |
| N.º            | Título                                                               | Compositor(es) | Duração |  |
| 1.             | "St. Chroma" (com part. de Daniel Caesar)                            | Ashton Simmonds | 3:17    |  |
| 2.             | "Rah Tah Tah"                                                        | | 2:45    |  |
| 3.             | "Noid"                                                               | Paul Nyirongo | 4:44    |  |
| 4.             | "Darling, I" (com part. de Teezo Touchdown)                          | Kamaal Fareed Barry White | 4:13    |  |
| 5.             | "Hey Jane"                                                           | | 4:00    |  |
| 6.             | "I Killed You"                                                       | | 2:48    |  |
| 7.             | "Judge Judy"                                                         | | 4:29    |  |
| 8.             | "Sticky" (com part. de GloRilla, Sexyy Red e Lil Wayne)              | Gloria Woods Dwayne Carter, Jr. Janae Wherry Deanna Brown Deidre Brown Yamma Brown David Brown Timothy Clayton Jamal Jones Zachary Wallace Elvis Williams Rex Zamor Timothy Mosley Aaron Bolton Dudley Duverne | 4:15    |  |
| 9.             | "Take Your Mask Off" (com part. de Daniel Caesar e LaToiya Williams) | Kathryn Thomas Gregory Cook | 4:13    |  |
| 10.            | "Tomorrow"                                                           | Simmonds | 3:02    |  |
| 11.            | "Thought I Was Dead" (com part. de Schoolboy Q e Santigold)          | | 3:27    |  |
| 12.            | "Like Him" (com part. de Lola Young)                                 | | 4:38    |  |
| 13.            | "Balloon" (com part. de Doechii)                                     | Jaylah Hickmon Luther Campbell Harry Wayne Casey Richard Finch James Brown Robert Ginyard | 2:34    |  |
| 14.            | "I Hope You Find Your Way Home"                                      | | 4:29    |  |
| Duração total: | Duração total:                                                       | Duração total: | 52:54   |  |

| CD e Vinil, versões de prensagens de teste |                                                               | |         |  |
| N.º                                        | Título                                                        | Compositor(es) | Duração |  |
| 8.                                         | "Sticky" (com part. de Sexyy Red e Lil Wayne)                 | Carter Wherry Deanna Brown Deidre Brown Y. Brown David Brown Clayton Jones Wallace Williams Zamor Mosley Bolton Duverne | 4:28    |  |
| 11.                                        | "Mother" (faixa exclusiva)                                    | | 4:14    |  |
| 12.                                        | "Thought I Was Dead" (com part. de Playboi Carti e Santigold) | | 3:27    |  |
| Duração total:                             | Duração total:                                                | Duração total: | 57:08   |  |

### Créditos de samples e composição
- "Noid" inclui trechos de "Nizakupanga Ngozi" (1977), escrita por Paul Nyirongo e interpretada pela Ngozi Family.[92]
- "Darling, I" contém um sample de "Vivrant Thing" (1999), escrita por Kamaal Fareed e Barry White, interpretada por Q-Tip.[93]
- "Sticky" contém samples de "Get Up Offa That Thing" (1976), escrita por Deanna Brown, Deidre Brown e Yamma Brown, interpretada por James Brown;[3] e de "Get Buck" (2007), escrita por David Brown, Timothy Clayton, Jamal Jones, Zachary Wallace e Elvis Williams, interpretada por Young Buck.[93]
- "Like Him" inclui um ad-lib não creditado de Baby Keem.
- "Balloon" contém trechos de "I Wanna Rock" (1992), escrita por Luther Campbell, Harry Wayne Casey e Richard Finch, interpretada por Luke e Rob Base;[94] e "Yo-ro-ko-bi" (ヨ・ロ・コ・ビ, 1978), de Akiko Yano.[95]

## Ficha Técnica

### Músicos
- Tyler Okonma – vocais principais, produção, arranjo, produção executiva (todas as faixas)
- Daniel Caesar – vocais convidados (faixas 1, 9), vocais de apoio (faixas 6, 10), baixo (faixa 10)
- Teezo Touchdown – vocais convidados (faixa 4)
- GloRilla – vocais convidados (faixa 8)
- Lil Wayne – vocais convidados (faixa 8)
- Sexyy Red – vocais convidados (faixa 8)
- LaToiya Williams – vocais convidados (faixa 9)
- ScHoolboy Q – vocais convidados (faixa 11)
- Santigold – vocais convidados (faixa 11), vocais adicionais (faixa 6)
- Playboi Carti – vocais convidados (faixa 11)[n 1]
- Lola Young – vocais convidados (faixa 12)
- Doechii – vocais convidados (faixa 13)
- Bonita Smith – vocais adicionais (faixas 1, 3, 4–5, 9–15)
- Willow – vocais adicionais (faixa 3)
- Jazmine Freeman – vocais adicionais (faixa 8)
- Laila S. Freeman – vocais adicionais (faixa 8)
- Donald Glover – vocais de apoio (faixas 6, 7)
- Rex Orange County – vocais de apoio (faixa 7)
- Justin Levy – vocais de apoio (faixa 12)
- Robert Stevenson – vocais de apoio (faixa 12)
- Pedro Martins – guitarra (faixas 1, 3–6, 10)
- Thundercat – baixo (faixas 3, 6, 7, 9, 12, 11b)
- Steve Lacy – guitarra (faixa 7)
- Inflo – bateria (faixa 3), vocais adicionais (faixa 3)
- Solange – vocais de apoio (faixas 8, 14)
- Kevin Kendrick – piano (faixas 3, 7, 9, 14)
- Biako – guitarra (faixa 10)
- Johnny May – cordas (faixa 10), teclado (faixa 13)
- Klynik – teclado (faixa 13)
- Vic Wainstein – teclado (faixa 13)
- Christopher Burns – metais (faixas 8, 11)
- Jason P. Freeman – metais (faixas 8, 11)
- Jerry E. Freeman Jr. – metais (faixas 8, 11)
- Kebbi Williams – metais (faixas 8, 11)
- Brandon Lee Brown – apitos (faixa 8)

### Técnica
- Vic Wainstein – engenharia (todas as faixas)
- Tyler Okonma – engenharia de gravação (todas as faixas)
- Neal H Pogue – mixagem (todas as faixas)
- Mike Bozzi – masterização (todas as faixas)
- Andrew Keller – engenharia adicional (faixa 4)
- Donald Glover – engenharia adicional (faixas 6, 7)
- Aaron Bolton – engenharia adicional (faixa 8)
- Adam Clark – engenharia adicional (faixa 8)
- Chris Carmouche – engenharia adicional (faixa 8)
- Manny Galvez – engenharia adicional (faixa 8)
- Mikaelin BlueSpruce – engenharia adicional (faixa 8)
- Salvador Majail – engenharia adicional (faixa 8)
- Romil Hemnani – engenharia adicional (faixa 11)
- Jayda Love – engenharia adicional (faixa 13)
- WavyBoyJodii – engenharia adicional (faixa 14)
- Zachary Acosta – assistência de engenharia (todas as faixas)
- Collin Clark – assistência de engenharia (faixa 4)
- Danforth Webster – assistência de engenharia (faixa 4)
- Garrett Duncan – assistência de engenharia (faixa 4)
- Jonathan Lopez Garcia – assistência de engenharia (faixa 4)
- Patrick Gardner – assistência de engenharia (faixa 4)
- Terena Dawn – assistência de engenharia (faixa 4)
- Jordan Schneider – assistência de engenharia (faixa 14)
- Nicole Llorens – assistência de engenharia (faixa 14)

## Tabelas musicais
| Tabela (2024)                               | Melhor posição |
| ------------------------------------------- | -------------- |
| Austrália Álbuns (ARIA)                     | 1              |
| Austrália Hip Hop/R&B Álbuns (ARIA)         | 1              |
| Áustria Álbuns (Ö3 Austria)                 | 3              |
| Bélgica Álbuns (Ultratop Flandres)          | 2              |
| Bélgica Álbuns (Ultratop Valônia)           | 4              |
| Canadá Álbuns (Billboard)                   | 1              |
| Chéquia (ČNS IFPI)                          | 3              |
| Dinamarca (Hitlisten)                       | 4              |
| Países Baixos (Album Top 100)               | 1              |
| Finlândia (Suomen virallinen lista)         | 10             |
| França (SNEP)                               | 19             |
| Alemanha (Offizielle Top 100)               | 4              |
| Hungria (MAHASZ)                            | 7              |
| Islândia (Tónlistinn)                       | 3              |
| Irlanda (OCC)                               | 1              |
| Itália (FIMI)                               | 10             |
| Japão (Oricon)                              | 42             |
| Lituânia Álbuns (AGATA)                     | 2              |
| Nova Zelândia Álbuns (RMNZ)                 | 1              |
| Nigéria Álbuns (TurnTable)                  | 60             |
| Noruega Álbuns (VG-lista)                   | 2              |
| Polónia (ZPAV)                              | 4              |
| Portugal Álbuns (AFP)                       | 1              |
| Escócia Álbuns (OCC)                        | 1              |
| Eslováquia (ČNS IFPI)                       | 2              |
| Espanha (PROMUSICAE)                        | 7              |
| Suécia (Sverigetopplistan)                  | 3              |
| Suíça (Schweizer Hitparade)                 | 1              |
| Reino Unido Álbuns (OCC)                    | 1              |
| Reino Unido R&B Álbuns (OCC)                | 1              |
| Estados Unidos Billboard 200                | 1              |
| Estados Unidos Billboard R&B/Hip-Hop Albums | 1              |

| Tabela (2024)                       | Posição |
| ----------------------------------- | ------- |
| Austrália Álbuns (ARIA Charts)      | 74      |
| Austrália R&B/Hip-Hop Albums (ARIA) | 19      |
| Bélgica (Ultratop Flandres)         | 106     |
| Nova Zelândia (RMNZ)                | 42      |
| Suíça (Schweizer Hitparade)         | 67      |

## Certificações
| Região                                                       | Certificação | Unidades/vendas |
| ------------------------------------------------------------ | ------------ | --------------- |
| Estados Unidos (RIAA)                                        | Platina      | 1.000.000‡      |
| Canadá (Music Canada)                                        | Ouro         | 40.000‡         |
| Nova Zelândia (RMNZ)                                         | Ouro         | 7.500‡          |
| Reino Unido (BPI)                                            | Prata        | 60.000‡         |
| ‡vendas+valores de streaming baseados apenas na certificação |              |                 |